# Oak Point, Texas
Oak Point là một thành phố thuộc quận Denton, tiểu bang Texas, Hoa Kỳ. Năm 2010, dân số của xã này là 2786 người.

## Dân số
- Dân số năm 2000: 1747 người.
- Dân số năm 2010: 2786 người.